# Взрыв бензовоза в Кап-Аитьене
Взрыв бензовоза произошёл 14 декабря 2021 года в районе Самари города Кап-Аитьен (Гаити). В результате происшествия погибли 90 человек и свыше 100 человек пострадали.
Как стало известно позднее, часть погибших сами подошли к упавшему в результате аварии бензовозу и пытались собрать бензин, который вытекал из него.
Причиной таких действий местных жителей является серьёзный топливный кризис на Гаити.
В результате крайне тяжелого экономического и социального фона на Гаити, где буквально четыре месяца назад произошло серьёзное землетрясение, местные власти и клиники оказались не готовы обеспечить медицинскую помощь пострадавшим достаточно оперативно и в должном объёме. Часть пострадавших были размещены в коридорах больниц, для некоторых были обеспечены места в развёрнутом полевом госпитале.

## Ситуация на Гаити
Инцидент с бензовозом произошёл на фоне продолжающегося на Гаити топливного кризиса. В стране ощущается заметная нехватка топлива, которое практически не поступает в продажу, что и толкнуло местных жителей к опасному решению собирать вытекающий из бензовоза бензин, пусть даже с риском для своих жизней.
Нехватка топлива в стране настолько серьёзна, что из-за неё закрываются школы, предприятия и даже больницы.
Долгое время топливо просто не поставлялось в страну, ввоз топлива при помощи бензовозов возобновился всего за месяц до данного инцидента.

## Взрыв
Бензовоз, в котором транспортировалось 34 000 литров топлива, перевернулся и упал на дороге в результате попытки избежать столкновения с мотоциклистом. После инцидента водитель сумел выбраться из машины и даже предупредить тех, кто находился рядом, что приближение к упавшему автомобилю смертельно опасно. Он попросил людей не приближаться и отойти как можно дальше. Однако его предупреждение многими было проигнорировано. В результате в момент взрыва рядом с перевернувшимся грузовиком было довольно много людей, что и привело к большому количеству жертв.
Осложнило ситуацию и увеличило количество жертв то, что в близлежащих домах на момент взрыва также находилось некоторое количество топлива.
В результате взрыва было разрушено около пятидесяти домов, повреждены предприятия. Несколько автомобилей, находившихся недалеко от места происшествия, полностью сгорели.